# EA Sports FC 25
EA Sports FC 25 — компьютерная игра в жанре спортивного симулятора. Вторая в серии EA Sports FC после завершения договора между EA и Международной федерацией футбола (FIFA), разработанная компаниями EA Vancouver и EA Romania под издательством Electronic Arts. Релиз игры состоялся 27 сентября 2024 года на PC, PlayStation 4, PlayStation 5, Xbox One, Xbox Series X/S и Nintendo Switch.

## Геймплей
EA Sports FC 25 — как и её предшественники, игра в жанре футбольного симулятора. В новую часть был добавлен режим FC IQ, представляющий собой детальную проработку тактики команды игрока и включающий распределение ролей футболистам на поле.

## Отзывы критиков
Льюис Бартон из Daily Mirror оценил игру в 4 звезды из 5, похвалив игровые режимы, но раскритиковав геймплей, который не позволяет назвать EA Sports FC 25 игрой, «которую мы все заслуживаем». Кеннет Андерсен из Metro поставил игре 7 баллов из 10, посчитав, что она «делает важный шаг вперёд как симулятор футбола благодаря новой тактической системе и более умному ИИ, однако улучшения не столь эффективные, какими могли бы быть». Том Хатчисон из Daily Star дал игре оценку 4,5 из 5, отметив, что женского футбола в ней гораздо больше, чем в предыдущих частях, поскольку теперь такие матчи доступны в режиме карьеры.